# Creoda dei Gewisse
Creoda (493 – 534 forse) è un'oscura figura della storia anglosassone, la cui esistenza è contestata.

## Introduzione
Il nome Creoda compare nell'Elenco Genealogico Regale (Genealogical Regnal List) che funge da prefazione alla Cronaca anglosassone, negli annali del 855 (nel manoscritto A) e negli Annali del regno di Alfredo il Grande (Annals of the Reign of Alfred the Great) di Asser.
Sembra che fosse figlio di Cerdic e padre di Cynric. Tuttavia la principale sezione annalistica di alcuni manoscritti della cronaca anglosassone omette qualsiasi menzione di Creoda e definisce Cynric come il figlio di Cerdic. Se è esistito, potrebbe aver governato i Gewisse per un breve periodo di tempo immediatamente dopo la morte di Cerdic.

## Teorie contrastanti
Se si ammette l'esistenza storica di Creoda, ci sono una serie di teorie sulla sua identità e sul motivo per cui appare in alcune fonti primarie ma non in altre.
1. La sua inclusione nelle genealogie era originale ma il suo nome fu rimosso da alcuni elenchi in data tarda per motivi dinastici e politici[2].
2. Era un contemporaneo di Cerdic e Cynric, ma governava i Sassoni della valle del Tamigi, mentre essi governavano i Sassoni dell'Hampshire. È visto come l'antenato dei re successivi, Ceawlin, Caedwalla ed Ine. In qualche data tarda Creoda fu inserito nella linea genealogica della dinastia dei Wessex come figlio di Cerdic, quando la discendenza da questo divenne necessaria per qualsiasi re del Wessex[3].
3. Creoda è stato confuso con Cerdic e alcune delle attività successive di Cerdic gli sono state erroneamente attribuiti nei testi, essendo quelle azioni compiute da Creoda e Cynric[4].